# John Theophilus Boileau
Pour les articles homonymes, voir Boileau.
John Theophilus Boileau, né le 26 mai 1805 à Calcutta et mort le 7 novembre 1886 à Kensington (Londres), est un officier et ingénieur de l'armée britannique.
Servant en Inde, il a participé à la restauration de monuments moghols, dont le Taj Mahal, conçu plusieurs bâtiments dont Christ Church à Shimla et St George's Church à Agra et établi un observatoire magnétique à Shimla.

## Biographie
Boileau est né à Calcutta. Son père Thomas Boileau a déménagé en Inde en 1780 pour travailler à la Cour suprême de Fort William. Du côté de son père, ses ancêtres sont des huguenots de Nîmes. Sa mère, Leah, est la fille du lieutenant-colonel Ebenezer Jessup de Nouvelle-Angleterre. Après la mort du père en 1806, la famille s'installe à Bury St. Edmunds, en Angleterre. Après avoir étudié au lycée, John Boileau reçoit un grade de cadet au séminaire militaire de la Compagnie des Indes orientales à Addiscombe en 1819. Son frère Henry le rejoint l'année suivante. Il obtient des prix en mathématiques et en hindoustani, est publié dans le Journal officiel en 1821 et est envoyé en formation à Chatham avec les Royal Engineers. Il atteint Calcutta le 22 septembre 1822 puis Kanpur. Il participe à la construction de routes à Jabalpur et entre Nagpur et Kamptee.
En 1826, il devient ingénieur de garnison à Agra, concevant l'église Saint-Georges, la prison, un collège et une caserne. En 1829, il épouse Ann, fille du capitaine Hanson, et le même jour, son frère Henry épouse la sœur d'Ann à l'église St George. Boileau participe à la reconstruction et à la réparation de plusieurs constructions mogholes, dont le palais de Jahangir à Fatehpur et le Taj Mahal. Le coût dépasse les estimations et lorsqu'il souhaite quitter la Compagnie des Indes orientales en congé en 1834, on lui demande de payer trente mille roupies à titre de dépenses impayées. En 1839, il est chargé de créer un observatoire magnétique à Simla après avoir été formé par le professeur Humphrey Lloyd du Trinity College de Dublin. Il est élu membre de la Royal Society le 5 mars 1840 et plus tard de la Royal Astronomical Society. À Simla, il a également conçu la Christ Church et collecté des fonds pour sa construction.
Il devient en 1847 ingénieur surintendant dans les provinces du Nord-Ouest. Il s'installe ensuite à Ambala et prend sa retraite le 4 février 1856 avec le grade de major général. La famille s'installe à Notting Hill. En 1860, il rejoint les volontaires du 1st Middlesex Rifle.
Le magazine Punch a représenté une caricature de lui sous le nom de « Mr Buffles » en 1862. Un buste de Thomas Brock le représentant se trouve dans la bibliothèque publique de Kensington,.